# Litoral Norte (tiểu vùng)
Litoral Norte là một tiểu vùng thuộc bang Paraíba, Brasil. Tiều vùng này có diện tích 1961 km², dân số năm 2007 là 128359 người.